# 通加諾克西鎮區 (堪薩斯州萊文沃思縣)
通加諾克西鎮區（英語：Tonganoxie Township）為美國堪薩斯州萊文沃思縣轄下的鎮區。2010年美国人口普查中該鎮區人口有5,717人。

## 地理
通加諾克西鎮區涵蓋總面積為138.36平方（53.42平方英里），其中137.52平方（53.10平方英里）為陸地，0.84平方（0.32平方英里）或0.61%為水域。海拔高度327（1,073英尺）。

## 人口統計
根據2010年美國人口普查，通加諾克西鎮區人口有5,717人，住房2,233戶，人口密度為41.32人/每平方公里。此鎮區居民之種族中，白人有5,458人，非裔美國人有50人，美洲原住民有27人，亞裔美國人有53人，太平洋島裔美國人有0人，其他種族有42人，混血種族則有87人。此外此鎮區有176人為西班牙裔或拉丁裔美國人。

## 交通

### 主要公路
- 40號美國國道
- 16號堪薩斯州州道